# Kara Ahmed Paša
Kara Ahmed Paša (? – 29. září 1555) byl osmanský státník albánského původu. Byl velkovezírem v letech 1553–1555.
Vedl osmanské válečné výpravy, kde v červenci 1552 dobyl maďarskou pevnost Temešvár. Toho roku jeho armáda dobyla další tři hrady (Veszprém, Szolnok a Lipova), dokud neprohráli při obléhání Egeru.

Poté, co sultán Sulejman I. nechal v říjnu roku 1553 popravit svého nejstaršího syna Şehzade Mustafu, vypuklo se několik vzpour mezi janičáři s tím, že za Mustafovou smrtí stojí sultánův zeť Rüstem Paša. Sulejman I. poté Rüstema zbavil postu a jmenoval vezírem Ahmeda. Ten však byl po necelých dvou letech obviněn z úplatkářství a v září roku 1555 na příkaz sultána popraven. Existují dohady, že v pozadí jeho popravy byla sultánova manželka Hürrem Sultan, která se snažila dosadit svého zetě Rüstema zpět na post velkovezíra, k čemu po Ahmedově smrti skutečně došlo. 
| Velkovezíři Osmanské říše | Velkovezíři Osmanské říše                     | Velkovezíři Osmanské říše |
| ------------------------- | --------------------------------------------- | ------------------------- |
| Předchůdce: Rüstem Paša   | 6. října 1553 – 29. září 1555 Kara Ahmed Paša | Nástupce: Rüstem Paša     |

Manželkou Kara Ahmeda Paši byla Fatma Sultan, sestra sultána Sulejmana I. Počet jejich dětí není znám.

## V populární kultuře
Postava Kara Ahmeda Paši se vyskytuje v tureckém televizním seriálu Muhteşem Yüzyıl Velkolepé století, kde jej ztvárnil herec Yetkin Dikinciler.